# Arelya Karasoy
Arelya Karasoy (Ankara, 14 dicembre 1996) è una pallavolista turca, palleggiatrice del Fenerbahçe.

## Carriera

### Club
La carriera di Arelya Karasoy inizia nel settore giovanile del VakıfBank GS, dove gioca dal 2006 al 2010. In seguito trascorre un triennio nella formazione federale del TVF Spor Lisesi, impegnato in Voleybol 2. Ligi. Nella stagione 2013-14 approda in massima serie, ingaggiata dall'Eczacıbaşı, che però la cede in prestito al Sarıyer nella stagione seguente, dove resta per tre annate. 
Nel campionato 2017-18 difende i colori del Beylikdüzü Vİ, che lascia nel campionato seguente per accasarsi col Beşiktaş, dove rimane fino a metà dell'annata seguente, quando si trasferisce all'Aydın BB. Nella stagione 2020-21 viene ingaggiata dal neopromosso Kuzeyboru, dove milita per un triennio, dopo il quale gioca per la prima volta all'estero, approdando nell'annata 2023-24 in Ligue A, ingaggiata dal Neptunes de Nantes, col quale si aggiudica la Coppa di Francia ed ottiene il riconoscimento di miglior palleggiatrice della stagione.
Nel campionato 2024-25 rientra in patria per indossare la casacca del Fenerbahçe, con cui vince la Supercoppa turca.

### Nazionale
Fa parte delle nazionali turche giovanili, conquistando la medaglia di bronzo al campionato europeo under 18 2013 e al campionato europeo under 19 2014.
Nel 2015 debutta in nazionale maggiore in occasione dell'European League, prendendo parte ad alcuni incontri della fase a gironi.

## Palmarès

### Club
- Coppa di Francia: 1

2023-24
- Supercoppa turca: 1

2024

### Nazionale (competizioni minori)
- Campionato europeo under 18 2013
- Campionato europeo under 19 2014

### Premi individuali
- 2024 - Ligue A: Miglior palleggiatrice